# نواه هنتلي
نوح هنتلي (بالإنجليزية: Noah Huntley)‏ هو ممثل بريطاني، ولد في 7 سبتمبر 1974 في المملكة المتحدة.

## أعمال

### أفلام
- (2002) بعد 28 يوما
- (2005)  الأسد، الساحرة وخزانة الملابس
- (2012) بياض الثلج والصياد[2]
- (2014) دراكولا غير مروي[3][4]

## وصلات خارجية
- نوح هنتلي على موقع IMDb (الإنجليزية)
- نوح هنتلي على موقع ألو سيني (الفرنسية)
- نوح هنتلي على موقع أول موفي (الإنجليزية)
- نوح هنتلي على موقع قاعدة بيانات الأفلام السويدية (السويدية)
- نوح هنتلي على موقع قاعدة بيانات الفيلم (الإنجليزية)
- نوح هنتلي على موقع كينوبويسك (الروسية)